# Читая, Владимир Нодариевич
Влади́мир Нода́риевич Чита́я (груз. ვლადიმერ ჩიტაია; 19 июня 1979, Хоби, Грузинская ССР) — российский футболист, нападающий.

## Карьера
В большом футболе с 1997 года, когда начал выступать за команду «Университет». Затем перешёл в тбилисский «Локомотив-2», где провел сезон 1998/99.
Следующей командой форварда стал клуб «Колхети» из города Хоби. Там он задержался не очень надолго, и уже в 2001 году выбрался за границу, а именно в Польшу, где его клубом стала «Дискоболия».
Не снискав на польской стороне особых лавров, Владимир Читая перебрался в российский клуб «Спартак-Орехово», в то время выступавший во втором дивизионе. За 23 матча за этот клуб Владимир забил 5 мячей и заслужил приглашение в клуб рангом выше, а именно в нижнекамский «Нефтехимик». Его статистика за нижнекамцев не была впечатляющей — 8 игр, 0 забитых голов. После этого Владимира отдали в аренду в подольский «Витязь». Впрочем, и там у него не пошла игра.
В 2003 году он перешёл в любительский клуб «Люберцы-Коренево», и уже казалось[кому?], что его карьера близится к логическому завершению. Но игрока разглядели селекционеры ивановского «Текстильщика», и в том же 2003 году Владимир был взят в аренду. Несмотря на посредственные результаты при игре в аренде (10 игр, 1 гол), трансфер Читая всё же был выкуплен. А уже в Иваново он сумел стать твёрдым игроком основы. Благодаря ему, ивановская команда сумела завоевать путёвку в Первый дивизион, где он сумел себя зарекомендовать очень хорошо. По опросам болельщиков, Владимир Читая был признан лучшим игроком команды в сезоне 2007 года, с довольно большим отрывом опередив занявшего второе место голкипера Андрея Романова.
По окончании сезона 2007 года Владимир покинул ивановский клуб, перебравшись в подмосковный «Реутов».
В конце 2008 года «Реутов» потерял профессиональный статус и Владимир Читая из-за травмы на некоторое время прекратил карьеру, но в 2010 году он вернулся и выступал за команду «Олимп-СКОПА» в любительской лиге ЛФЛ Московской области.